# AC3Filter
AC3Filter è un filtro per DirectShow per la decodifica dei formati audio AC3, DTS e MPEG. Consente di riprodurre film che includono le tracce audio di cui prima.